# Tibetaanse Communistische Partij
De Tibetaanse Communistische Partij was voor de invasie van Tibet door het Chinese Volksbevrijdingsleger een zelfstandige partij.
De Tibetaanse Communistische Partij werd in de jaren '40 opgericht door Püntsog Wangyal en Ngawang Kesang en ontstond uit een groep die Wangyal en andere Tibetaanse studenten in Nanking hadden opgericht onder de naam Tibetaanse Communistische Revolutionaire Groep. Het was een kleine communistische groep in Tibet dat in het geheim opereerde onder verschillende namen.
De partij streefde naar het verenigen van alle Tibetanen in een geheel, in zowel Kham, Amdo als U-Tsang. De partij legde contact met de ambassade van de Sovjet-Unie en vroeg om ondersteuning bij een geplande socialistische opstand in U-Tsang en Kham. Later legde Wangyal ook contact met de Communistische Partij van China en de Communistische Partij van India. In 1949, bij aanvang van de invasie van Tibet ging verder als een afdeling van de Communistische Partij van China.